# Такэути, Идзуру
Идзу́ру Такэу́ти (яп. 竹内出; 5 августа 1974, Окаяма) — японский боец смешанного стиля, мастер самбо и дзюдо, выступавший в средней весовой категории. Серебряный и бронзовый призёр чемпионатов мира по боевому самбо, двукратный чемпион Японии по боевому реслингу. В профессиональных боях ММА участвовал в период 1997—2009 года, за это время провёл 43 поединка, владел титулом чемпиона мира по версии японской организации Pancrase (2007).

## Биография
Идзуру Такэути родился 5 августа 1974 года в городе Окаяма. С раннего детства занимался различными видами борьбы, в том числе практиковал дзюдо и самбо.
В профессиональных боях по смешанным правилам Такэути дебютировал в 1997 году, при этом начало его бойцовской карьеры получилось не очень удачным — в первых четырёх боях он потерпел два поражения и один поединок свёл к ничьей. В период 1998—2002 годов выступал в японском промоушене Shooto, одновременно с этим в 2000 году съездил во Францию, где принял участие в турнире-восьмёрке и дошёл в нём до финала.
Осенью 2002 года Такэути подписал контракт с престижной бойцовской организацией Pancrase, одержал здесь две победы, после чего удостоился права оспорить титул чемпиона в средней весовой категории — в титульном поединке встречался с американцем Нейтом Марквардтом, но проиграл ему нокаутом в первом же раунде (ранее он уже встречался с Марквардтом и победил его единогласным решением судей). В течение двух последующих лет провёл ещё восемь поединков, не потерпев ни одного поражения, благодаря чему вновь получил право побороться за чемпионский пояс. Таким образом, в мае 2005 года состоялся их третий бой с Марквардтом, в итоге в третьем раунде американец успешно провёл удушающий приём сзади со спины и сохранил тем самым свой чемпионский титул.
Несмотря на поражение, Такэути продолжил выходить на ринг и в последующие годы дрался со многими сильными соперниками, большинство из которых победил. В декабре 2006 года ему снова выпал шанс стать чемпионом Pancrase, однако на сей раз раздельным решением судей его одолел соотечественник Юити Наканиси. В четвёртый и в последний раз он боролся за чемпионский титул организации в ноябре 2007 года, и теперь удача была на его стороне — того же Наканиси он победил по очкам, единогласным судейским решением.
Впоследствии Идзуру Такэути продолжал выступать в смешанных единоборствах вплоть до конца 2009 года, хотя в последнее время он уже не показывал сколько-нибудь значимых результатов. Взял верх над соотечественником Хиромицу Канехарой и бразильцем Джуниуром Сантусом, но затем в трёх боях последовали два поражения и ничья, в том числе поражение от известного канадца Джо Доэрксена в промоушене World Victory Road. Всего за одиннадцать лет карьеры в профессиональном ММА Такэути провёл 43 боя, из них 25 окончил победой (3 нокаутом, 3 приёмом, 19 решением), 11 раз проиграл, в семи случаях была зафиксирована ничья.
Помимо ММА Такэути выступал и во многих других единоборствах. Так, в 2000 году он стал чемпионом по грэпплингу на японском отборочном турнире A.D.C.C. в Абу-Даби. В 2002 и 2004 годах становился чемпионом Японии по боевому реслингу. В 2005 и 2006 годах принимал участие в чемпионатах мира по самбо в Астане и Софии соответственно, в первом случае в категории до 82 кг раздела боевого самбо завоевал бронзовую медаль, во втором случае в той же весовой категории получил серебро, уступив в финале россиянину Алексею Гагарину.

## Статистика ММА
| Результат | Рекорд  | Соперник          | Способ                            | Турнир                             | Дата            | Раунд | Время | Место               | Примечание |
| --------- | ------- | ----------------- | --------------------------------- | ---------------------------------- | --------------- | ----- | ----- | ------------------- | ---------- |
| Поражение | 25-11-7 | Итиро Канаи       | Решение большинства судей         | Pancrase: Changing Tour 8          | 6 декабря 2009  | 3     | 5:00  | Токио, Япония       |            |
| Ничья     | 25-10-7 | Такэнори Сато     | Ничья                             | Pancrase: Changing Tour 4          | 8 августа 2009  | 3     | 5:00  | Токио, Япония       |            |
| Поражение | 25-10-6 | Джо Доэрксен      | Технический нокаут ударами руками | Sengoku 6                          | 1 ноября 2008   | 3     | 4:13  | Сайтама, Япония     |            |
| Победа    | 25-9-6  | Джуниур Сантус    | Болевой приём скручивание пятки   | Pancrase: Shining 5                | 1 июня 2008     | 1     | 4:49  | Токио, Япония       |            |
| Победа    | 24-9-6  | Хиромицу Канехара | Единогласное решение судей        | Pancrase: Shining 2                | 26 марта 2008   | 3     | 5:00  | Токио, Япония       |            |
| Победа    | 23-9-6  | Юити Наканиси     | Единогласное решение судей        | Pancrase: Rising 9 (титульный бой) | 28 ноября 2007  | 3     | 5:00  | Токио, Япония       |            |
| Победа    | 22-9-6  | Брайан Рафик      | Единогласное решение судей        | Pancrase: Rising 6                 | 5 сентября 2007 | 3     | 5:00  | Токио, Япония       |            |
| Победа    | 21-9-6  | Дайсукэ Ватанабэ  | Единогласное решение судей        | Pancrase: Rising 4                 | 27 апреля 2007  | 3     | 5:00  | Токио, Япония       |            |
| Поражение | 20-9-6  | Киаси Ускола      | Единогласное решение судей        | Bodog Fight: Costa Rica Combat     | 18 февраля 2007 | 3     | 5:00  | Коста-Рика          |            |
| Поражение | 20-8-6  | Юити Наканиси     | Раздельное решение судей          | Pancrase: Blow 10 (титульный бой)  | 2 декабря 2006  | 3     | 5:00  | Токио, Япония       |            |
| Победа    | 20-7-6  | Хикару Сато       | Единогласное решение судей        | Pancrase: Blow 6                   | 26 августа 2006 | 3     | 5:00  | Иокогама, Япония    |            |
| Поражение | 19-7-6  | Юсин Оками        | Технический нокаут ударами руками | Greatest Common Multiple: D.O.G. 6 | 11 июня 2006    | 1     | 3:39  | Токио, Япония       |            |
| Победа    | 19-6-6  | Азат Аскеров      | Единогласное решение судей        | Pancrase: Blow 4                   | 2 мая 2006      | 2     | 5:00  | Токио, Япония       |            |
| Победа    | 18-6-6  | Мён Хо Пе         | Технический нокаут ударами руками | MARS                               | 4 февраля 2006  | 1     | 3:46  | Токио, Япония       |            |
| Победа    | 17-6-6  | Кодзо Урита       | Единогласное решение судей        | Pancrase: Spiral 9                 | 4 ноября 2005   | 2     | 5:00  | Токио, Япония       |            |
| Победа    | 16-6-6  | Хиромицу Миура    | Технический нокаут ударами руками | K-1 Hero's 2                       | 6 июля 2005     | 2     | 2:35  | Токио, Япония       |            |
| Поражение | 15-6-6  | Нейт Марквардт    | Техническая сдача удушение сзади  | Pancrase: Spiral 4 (титульный бой) | 1 мая 2005      | 3     | 2:19  | Иокогама, Япония    |            |
| Победа    | 15-5-6  | Юдзи Хисамацу     | Единогласное решение судей        | Pancrase: Spiral 1                 | 4 февраля 2005  | 3     | 5:00  | Токио, Япония       |            |
| Победа    | 14-5-6  | Сэйки Рё          | Технический нокаут травма плеча   | Pancrase: Brave 11                 | 26 ноября 2004  | 1     | 5:00  | Токио, Япония       |            |
| Победа    | 13-5-6  | Мицухиро Ито      | Болевой приём рычаг локтя         | ARANAMI: Pre.Rough Sea             | 1 октября 2004  | 2     | 2:35  | Ниигата, Япония     |            |
| Ничья     | 12-5-6  | Осами Сибуя       | Ничья                             | Pancrase: Brave 6                  | 22 июня 2004    | 3     | 5:00  | Токио, Япония       |            |
| Победа    | 12-5-5  | Киума Куниоку     | Решение большинства судей         | Pancrase: Brave 4                  | 23 апреля 2004  | 3     | 5:00  | Токио, Япония       |            |
| Ничья     | 11-5-5  | Маркел Феррейра   | Ничья                             | Absolute Fighting Championships 7  | 27 февраля 2004 | 3     | 5:00  | Форт-Лодердейл, США |            |
| Ничья     | 11-5-4  | Эйдзи Исикава     | Ничья                             | Pancrase: Hybrid 9                 | 31 октября 2003 | 3     | 5:00  | Токио, Япония       |            |
| Победа    | 11-5-3  | Косэй Кубота      | Единогласное решение судей        | Pancrase: Hybrid 6                 | 7 июня 2003     | 3     | 5:00  | Токио, Япония       |            |
| Поражение | 10-5-3  | Нейт Марквардт    | Нокаут ударами руками             | Pancrase: Hybrid 3 (титульный бой) | 8 марта 2003    | 1     | 1:29  | Токио, Япония       |            |
| Победа    | 10-4-3  | Крис Литл         | Решение большинства судей         | Pancrase: Spirit 9                 | 21 декабря 2002 | 3     | 5:00  | Токио, Япония       |            |
| Победа    | 9-4-3   | Нейт Марквардт    | Единогласное решение судей        | Pancrase: Spirit 7                 | 29 октября 2002 | 3     | 5:00  | Токио, Япония       |            |
| Поражение | 8-4-3   | Дастин Денес      | Единогласное решение судей        | HOOKnSHOOT: New Wind               | 7 сентября 2002 | 3     | 5:00  | Эвансвилл, США      |            |
| Победа    | 8-3-3   | Рональд Джун      | Решение большинства судей         | Shooto: Treasure Hunt 1            | 12 января 2002  | 3     | 5:00  | Токио, Япония       |            |
| Ничья     | 7-3-3   | Мартейн де Йонг   | Ничья                             | Shooto: To The Top 10              | 25 ноября 2001  | 3     | 5:00  | Токио, Япония       |            |
| Победа    | 7-3-2   | Мартейн де Йонг   | Раздельное решение судей          | Shooto: To The Top 6               | 6 июля 2001     | 3     | 5:00  | Токио, Япония       |            |
| Поражение | 6-3-2   | Патрик Фортри     | Решение судей                     | Golden Trophy 2000                 | 18 марта 2000   | 0     | 0:00  | Орлеан, Франция     |            |
| Победа    | 6-2-2   | Фредерик Феррера  | Болевой приём рычаг локтя         | Golden Trophy 2000                 | 18 марта 2000   | 0     | 0:00  | Орлеан, Франция     |            |
| Победа    | 5-2-2   | Флорентим Аморим  | Решение судей                     | Golden Trophy 2000                 | 18 марта 2000   | 0     | 0:00  | Орлеан, Франция     |            |
| Победа    | 4-2-2   | Сико Ямасита      | Единогласное решение судей        | Shooto: R.E.A.D. 1                 | 14 января 2000  | 2     | 5:00  | Токио, Япония       |            |
| Ничья     | 3-2-2   | Рюта Сакураи      | Ничья                             | Shooto: Gateway to the Extremes    | 4 ноября 1999   | 2     | 5:00  | Токио, Япония       |            |
| Победа    | 3-2-1   | Ахмед Лазизи      | Единогласное решение судей        | Shooto: 10th Anniversary Event     | 29 мая 1999     | 2     | 5:00  | Иокогама, Япония    |            |
| Победа    | 2-2-1   | Нобухиро Цурумаки | Единогласное решение судей        | Shooto: Gig '99                    | 9 апреля 1999   | 2     | 5:00  | Токио, Япония       |            |
| Ничья     | 1-2-1   | Рюта Сакураи      | Ничья                             | Shooto: Las Grandes Viajes 6       | 27 ноября 1998  | 2     | 5:00  | Токио, Япония       |            |
| Поражение | 1-2     | Юки Сасаки        | Единогласное решение судей        | Shooto: Gig '98 2nd                | 18 июля 1998    | 2     | 5:00  | Токио, Япония       |            |
| Поражение | 1-1     | Масанори Суда     | Болевой приём                     | Lumax Cup: Tournament of J '97     | 20 декабря 1998 | 1     | 1:53  | Япония              |            |
| Победа    | 1-0     | Мотохико Сугияма  | Единогласное решение судей        | Lumax Cup: Tournament of J '97     | 20 декабря 1998 | 3     | 5:00  | Япония              |            |